# Saint James (Nuevo Brunswick)
Saint James es una parroquia canadiense situada en la provincia de Nuevo Brunswick.

## Superficie
Saint James tiene una superficie de 552,9 km².

## Demografía
En 2021, tenía 1024 habitantes, una densidad poblacional de 1,9 hab./km², y 499 viviendas.